# Камплі
Камплі (італ. Campli) — муніципалітет в Італії, у регіоні Абруццо,  провінція Терамо.
Камплі розташоване на відстані близько 140 км на північний схід від Рима, 50 км на північний схід від Л'Аквіли, 8 км на північ від Терамо.
Населення — 7268 осіб (2014).
Щорічний фестиваль відбувається 10 травня. Покровитель — San Pancrazio .

## Демографія
Населення за роками:

Станом на 1 січня 2023 року в муніципалітеті офіційно проживали 552 іноземці з 41 країни, серед них 126 громадян країн Євросоюзу та 7 громадян України.

## Сусідні муніципалітети
- Белланте
- Чивітелла-дель-Тронто
- Сант'Омеро
- Терамо
- Торричелла-Сікура
- Валле-Кастеллана